# Бора Васиљевић Икиш
Бора Васиљевић Икиш (1897—1976) био је југословенски и српски фудбалер фудбалер и фудбалски судија. Већи део каријере провео је у Београдском спортском клубу, а био је и репрезентативац Београда.

## Каријера
Каријеру је започео у Скопљу (1911), а наставио у београдском БСК-у, где је играо од 1919 до 1926 године.. По завршетку играчке каријере његово место у тиму преузео је Моша Марјановић. Након пензионисања у фудбалу је остао као судија(1926—1946). За селекцију Београда одиграо је осам утакмица.
Био је добар шутер, упамћен и по томе што је био први југословенски фудбалер који је постигао гол директним ударцем из корнера (ударац из угла проглашен је директним тек 1924. године). У БСК Београду играо је са играчима као што су браћа Моша и Никола Марјановић, Ђорђе Вујадиновић, Кузман Сотировић, Светислав Глишовић, Александар Тирнанић, Сава Маринковић, Светислав Ваљаревић, Фрањо Глазер, Драгутин Најдановић, Петар Манола и други.